# Schwedenfeuer

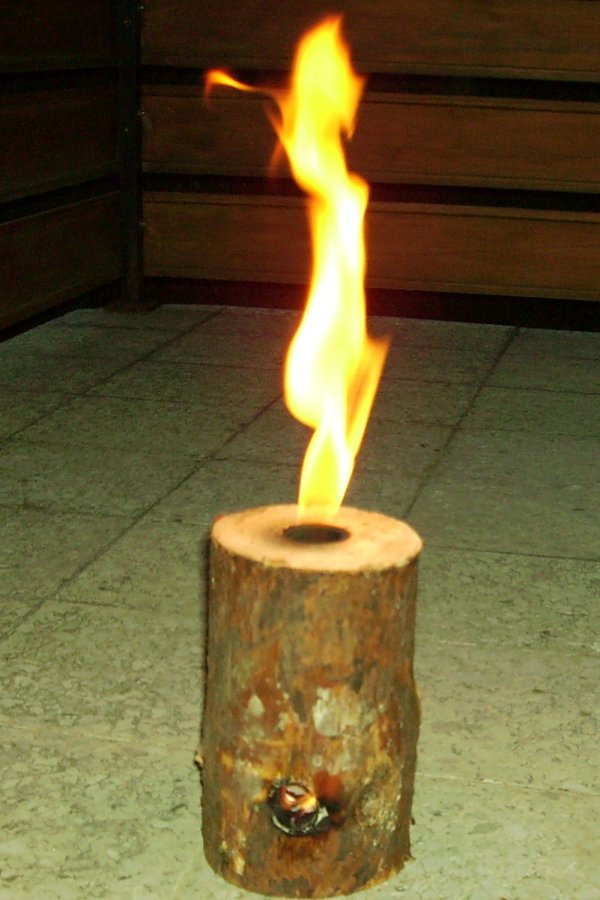
Eine brennende Schwedenfackel (nach dem Hochofenprinzip hergestellt)

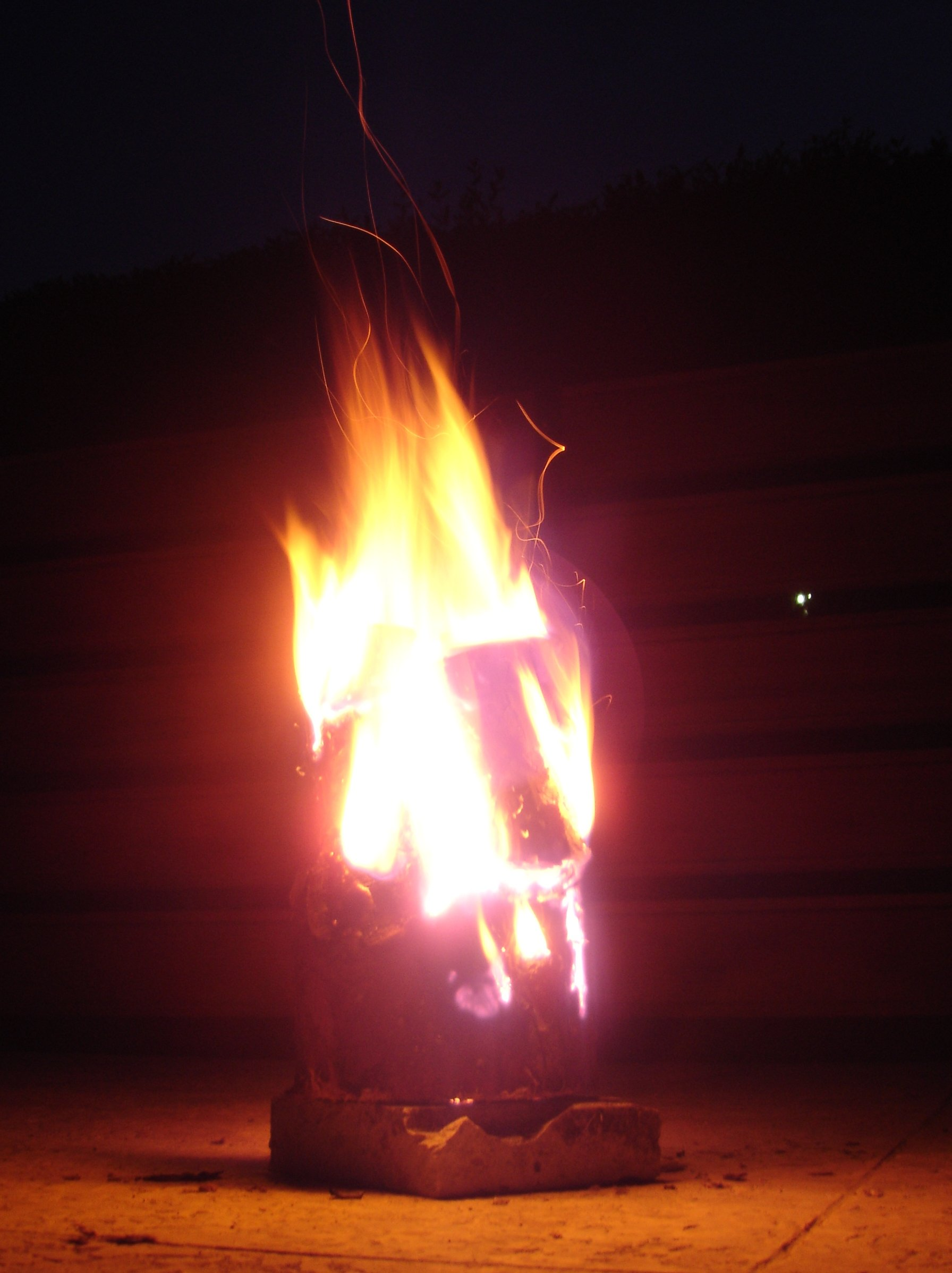
Nachtaufnahme einer Schwedenfackel im fortgeschrittenen Abbrandstadium

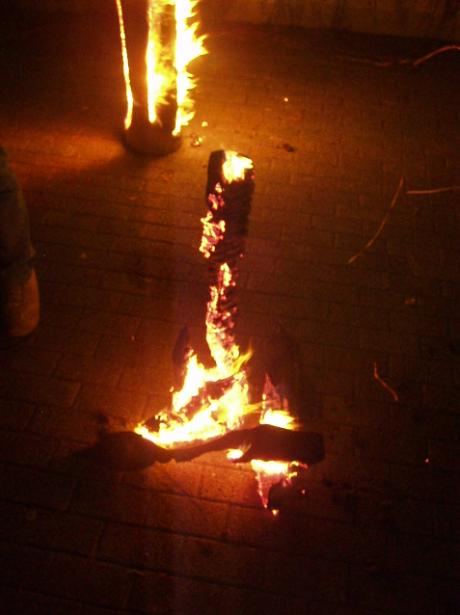
Baumstamm mit gesägten Schnitten

Das Schwedenfeuer (auch Schwedische Kerze, Finnenkerze, Schwedenfackel, Sibirische oder Russische Baumfackel oder ligurische Dachfackel) ist eine Wärme- und Lichtquelle aus einem senkrecht stehenden, in der eingeschnittenen Mitte brennenden Baumstamm. Es wurde im Dreißigjährigen Krieg in Europa bekannt und wird heute bei Freizeitaktivitäten (vor allem im süddeutschen Raum) und auch von Waldarbeitern genutzt. Durch die Auflagefläche oben und die gute Glut kann es auch hervorragend zum Kochen verwendet werden.
Verglichen mit einem Lagerfeuer ist es kompakter; der Aufwand zur Vorbereitung ist jedoch größer.

## Herkunft
Laut Überlieferung befeuerten die Schweden im Dreißigjährigen Krieg ihre Soldatenlager mit diesen brennenden und glühenden Holzstammteilen, und die Truppen musste kein eigenes Brennholz mitführen, und konnte sich vor Ort versorgen, da auch frisch geschlagenes Holz durch den Kamineffekt brennt. Jedoch mussten sie sich mit einer Hand- oder Bügelsäge oder einer Axt als Werkzeug zum Herstellen begnügen.

## Herstellung
Ein Schwedenfeuer wird aus einem entasteten Baumstammteil mit einem Durchmesser von 30 bis 60 Zentimeter und einer Länge von 50 bis 150 Zentimeter hergestellt.
Die besten Holzarten sind harzige Nadelhölzer: Fichte, Tanne und Kiefer. Laubhölzer funktionieren zwar, fangen aber recht früh zu glimmen an.
Das Holz sollte nicht zu trocken sein, sonst brennt es sehr rasch ab.

### Sägen von Schnitten
Der Stamm muss geschnitten werden: Durch einen stehenden Stamm werden mit einer Motorsäge zwei zueinander rechtwinkelige Schnitte senkrecht nach unten geführt, um den Stamm zu vierteln. Dabei muss eine Bodenplatte von sechs bis acht Zentimetern erhalten bleiben, damit das Feuer nicht auseinanderbricht.
Bei Stämmen mit stärkeren Umfängen werden anstelle von zwei Schnitten drei oder vier Schnitte gesetzt, um den Stamm  in Sechstel oder Achtel zu teilen.
Falls der Schnitt zu einfach erscheint, kann mit weiteren Varianten experimentiert werden, eventuell zur Optimierung einer Kochgelegenheit: Sägen eines Luftzugs, zum Beispiel Schnitte von der Seite oder versetztes Vierteln von oben und unten; Höhlung im Mittelpunkt für Zünder; andere obere Einschnitte für veränderten Abbrand, zum Beispiel Stichkreuz (benötigt Luftzug) oder Schachbrettmuster.

### Hochofenprinzip

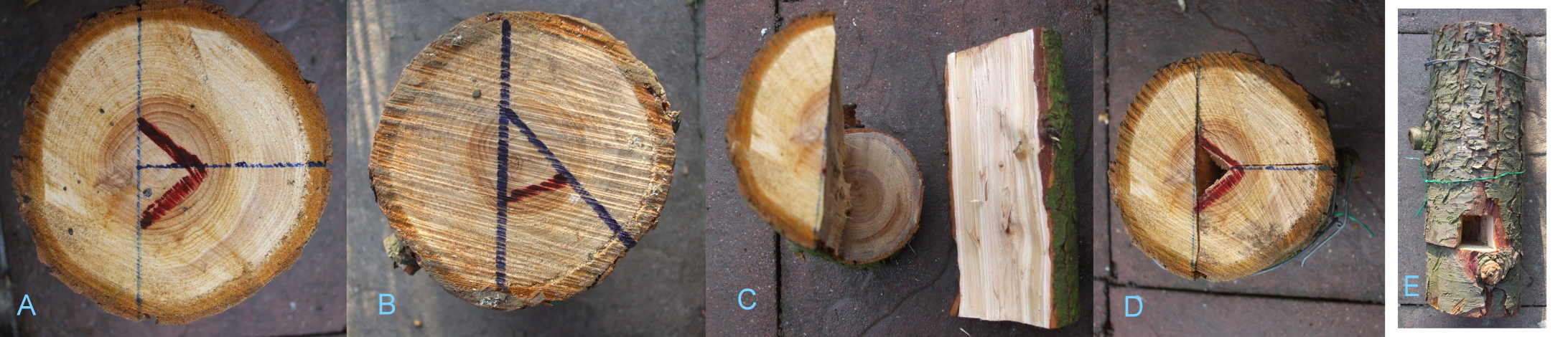
Ohne Bohrer hergestelltes Schwedenfeuer:
Nach einem Einschnitt in Bodenhöhe Spaltung nach A oder B, C: abgespaltenes Teilstück mit Sicht auf den „Feuerboden“
D: entfernter Kern, zusammengesetzt E: fertig gebundene Baumfackel mit Lüftungsloch

Eine weitere Bauform hat ein Bohrloch (∅ ca. > 20 mm) entlang der Achse des Stamms für die Abgase und ein zweites Loch radial in Höhe der gewünschten Bodenebene für die Luftzufuhr. Gezündet wird es durch leicht brennbares Material wie Zunder. In Baumärkten werden diese auch als „Russische Baumfackel“ mit (Kerzen-)Wachs und Dochtanzünder angeboten.
Survivalversion
Auch ohne Bohrer lässt sich eine Baumfackel in der Natur (z. B. von Waldarbeitern) herstellen. Dazu wird mit einer Säge in gewünschter Bodenhöhe (ca. 5–10 cm) für den „Feuerboden“ ein Schnitt über die Mitte hinaus (ca. 3/5) eingesägt. Wie auf dem Bild (mit A oder B gekennzeichnet) an der blauen Linie die Teilstücke abspalten und am roten Strich den Kern entfernen. Lüftungsloch einsägen, oder das kleinere Teilstück von der Variante B für den Lüftungsabstand hoch heben. Die drei Teile werden zusammengesetzt und mit Draht oder Stahlkrampen fixiert.

## Anzünden
Das Schwedenfeuer wird am leichtesten mit Paraffin (z. B. Grillanzünder) gezündet, das in die Seitenschlitze und auch oben in den Sägeschnittpunkt des Stammes gesteckt wird. In Öl getränkte Lappen eignen sich auch. Holzfäller schütten einfach ein wenig von ihrem Kettensägentreibstoff in die Mitte der Fackel. Wenn schon ein Lagerfeuer oder ähnliches brennt, kann man diesem, z. B. mit einer Schaufel, auch etwas Glut entnehmen und oben auf das Schwedenfeuer legen.
Bei frisch geschlagenen Stämmen sollte das Schwedenfeuer zum Zünden umgedreht werden (Bodenplatte nach oben) und nach dem Anbrennen wieder auf die Bodenplatte gestellt werden.

## Abbrand
Der Aufstellplatz sollte aufgrund des Funkenflugs und Auseinanderfallens sicher gewählt werden. Je nach Umfang und Länge brennt der Stamm zwischen zwei und fünf Stunden und glimmt mit starker Hitzeentwicklung aus. Die Glut in der Mitte des Stamms hat eine Temperatur bis 1200 °C.
Nachdem der Abbrand begonnen hat, ist es möglich, eine Pfanne auf drei vor dem Anzünden um das Bohrloch eingeschlagene Nägel oder Steine zu stellen und so eine Kochstelle zu errichten.